# Senatori della XII legislatura della Repubblica Italiana
Questo elenco riporta i nomi dei senatori della XII legislatura della Repubblica Italiana dopo le elezioni politiche del 1994.

## Consistenza dei gruppi
| Gruppi                                     | Inizio | Inizio | Inizio | 1994 | 1995 | 1996 |
| Gruppi                                     | Eletti | A vita | Totale | 1994 | 1995 | 1996 |
| ------------------------------------------ | ------ | ------ | ------ | ---- | ---- | ---- |
| Progressisti - Federativo                  | 76     | -      | 76     | 74   | 75   | 74   |
| Lega Nord (LN)                             | 60     | -      | 60     | 56   | 43   | 40   |
| Alleanza Nazionale (AN)                    | 48     | -      | 48     | 48   | 47   | 47   |
| Forza Italia (FI)                          | 36     | -      | 36     | 37   | 36   | 36   |
| Partito Popolare Italiano (PPI)            | 31     | 3      | 34     | 34   | 22   | 22   |
| Partito della Rifondazione Comunista (PRC) | 18     | -      | 18     | 18   | 14   | 14   |
| Federazione dei Verdi - La Rete (FDV-Rete) | 13     | -      | 13     | 13   | 12   | 7    |
| Centro Cristiano Democratico (CCD)         | 12     | -      | 12     | 14   | 15   | 15   |
| Partito Socialista Italiano (PSI)          | 9      | 1      | 10     | 10   | 10   | 10   |
| Sinistra Democratica (SD)                  | -      | -      | -      | 10   | 10   | 10   |
| Lega Italiana Federalista (LIF)            | -      | -      | -      | -    | 10   | 10   |
| Scudo Crociato (SC)                        | -      | -      | -      | -    | 12   | 13   |
| Gruppo misto                               | 12     | 7      | 19     | 12   | 19   | 27   |
| • Südtiroler Volkspartei (SVP)             | 3      | -      | 3      | 3    | 3    | 3    |
| • Non iscritti (NI)                        | 9      | 7      | 16     | 9    | 16   | 24   |
| Totale                                     | 315    | 11     | 326    | 325  | 325  | 325  |

- Al gruppo dei Progressisti aderirono gli eletti in quota Partito Democratico della Sinistra (PDS), Cristiano Sociali (CS) e Federazione Laburista (FL).
- Al gruppo di Forza Italia aderirono anche gli eletti in quota Lista Pannella - Riformatori (LPR).

## Composizione storica
| Nominativo                         | Circoscrizione        | Collegio                      | Quota         | Lista di elezione          | Gruppo (partito)      |
| ---------------------------------- | --------------------- | ----------------------------- | ------------- | -------------------------- | --------------------- |
| Anna Maria Abramonte               | Sicilia               | Palermo - Capaci              | Proporzionale | Progressisti               | FDV-La Rete (La Rete) |
| Giovanni Agnelli                   | A vita                | –                             | –             | –                          | Misto                 |
| Aureliana Alberici                 | Emilia-Romagna        | Imola                         | Maggioritario | Progressisti               | Progressisti          |
| Maria Elisabetta Alberti Casellati | Veneto                | Cittadella                    | Maggioritario | Polo delle Libertà         | FI                    |
| Pietro Alò                         | Puglia                | Francavilla Fontana           | Proporzionale | Progressisti               | PRC                   |
| Remo Andreoli                      | Veneto                | San Bonifacio                 | Maggioritario | Polo delle Libertà         | LN                    |
| Giulio Andreotti                   | A vita                | –                             | –             | –                          | PPI                   |
| Luana Angeloni                     | Marche                | Fano                          | Maggioritario | Progressisti               | Progressisti          |
| Costantino Armani                  | Trentino-Alto Adige   | Trento                        | Maggioritario | Polo delle Libertà         | LN                    |
| Romano Baccarini                   | Emilia-Romagna        | Cesena                        | Proporzionale | Patto per l'Italia         | PPI                   |
| Paolo Bagnoli                      | Toscana               | Empoli                        | Maggioritario | Progressisti               | Progressisti (FL)     |
| Antonella Baioletti                | Umbria                | Terni                         | Proporzionale | Alleanza Nazionale         | AN                    |
| Orietta Baldelli                   | Marche                | Macerata                      | Maggioritario | Progressisti               | PSI                   |
| Carlo Ballesi                      | Marche                | Macerata                      | Proporzionale | Patto per l'Italia         | PPI                   |
| Silvia Barbieri                    | Emilia-Romagna        | Ferrara                       | Maggioritario | Progressisti               | Progressisti          |
| Francesco Barra                    | Campania              | Pomigliano d'Arco             | Maggioritario | Progressisti               | PSI                   |
| Renato Bastianetto                 | Veneto                | Venezia - San Donà di Piave   | Maggioritario | Polo delle Libertà         | LN                    |
| Antonio Battaglia                  | Sicilia               | Bagheria                      | Maggioritario | Polo del Buon Governo      | AN                    |
| Giampiero Beccaria                 | Lombardia             | Pavia                         | Maggioritario | Polo delle Libertà         | FI                    |
| Umberto Becchelli                  | Lazio                 | Velletri                      | Maggioritario | Polo del Buon Governo      | AN                    |
| Tino Bedin                         | Veneto                | Cittadella                    | Proporzionale | Patto per l'Italia         | PPI                   |
| Marisa Bedoni                      | Lombardia             | Milano 1                      | Maggioritario | Polo delle Libertà         | LN                    |
| Antonio Belloni                    | Lazio                 | Rieti                         | Maggioritario | Polo del Buon Governo      | CCD                   |
| Roberto Benvenuti                  | Toscana               | Grosseto                      | Maggioritario | Progressisti               | Progressisti          |
| Piergiorgio Bergonzi               | Lombardia             | Suzzara                       | Proporzionale | Progressisti               | PRC                   |
| Filippo Berselli                   | Emilia-Romagna        | Bologna Centro                | Proporzionale | Alleanza Nazionale         | AN                    |
| Raffaele Bertoni                   | Campania              | Napoli - Fuorigrotta          | Maggioritario | Progressisti               | Progressisti          |
| Monica Bettoni Brandani            | Toscana               | Arezzo                        | Maggioritario | Progressisti               | Progressisti          |
| Francesco Bevilacqua               | Calabria              | Vibo Valentia                 | Proporzionale | Polo del Buon Governo      | AN                    |
| Giovanni Binaghi                   | Lombardia             | Varese                        | Maggioritario | Polo delle Libertà         | LN                    |
| Luigi Biscardi                     | Molise                | Campobasso                    | Maggioritario | Progressisti               | Progressisti          |
| Carlo Bo                           | A vita                | –                             | –             | –                          | PPI                   |
| Norberto Bobbio                    | A vita                | –                             | –             | –                          | Misto                 |
| Vincenzo Bonandrini                | Lombardia             | Albino                        | Proporzionale | Patto per l'Italia         | PPI                   |
| Claudio Bonansea                   | Piemonte              | Pinerolo                      | Maggioritario | Polo delle Libertà         | CCD                   |
| Massimo Bonavita                   | Emilia-Romagna        | Cesena                        | Maggioritario | Progressisti               | Progressisti          |
| Nicola Salvatore Borgia            | Puglia                | Nardò                         | Proporzionale | Patto per l'Italia         | PPI                   |
| Silvano Boroli                     | Piemonte              | Novara                        | Maggioritario | Polo delle Libertà         | FI                    |
| Roberto Borroni                    | Lombardia             | Mantova                       | Proporzionale | Progressisti               | Progressisti          |
| Rinaldo Bosco                      | Friuli-Venezia Giulia | Codroipo                      | Maggioritario | Polo delle Libertà         | LN                    |
| Erminio Enzo Boso                  | Trentino-Alto Adige   | Pergine Valsugana             | Maggioritario | Polo delle Libertà         | LN                    |
| Giorgio Brambilla                  | Lombardia             | Monza                         | Maggioritario | Polo delle Libertà         | LN                    |
| Diodato Bratina                    | Friuli-Venezia Giulia | Gorizia                       | Proporzionale | Progressisti               | Progressisti          |
| Giovanna Briccarello               | Piemonte              | Moncalieri                    | Maggioritario | Polo delle Libertà         | LN                    |
| Giuseppe Brienza                   | Basilicata            | Melfi                         | Proporzionale | Polo del Buon Governo      | CCD                   |
| Matteo Brigandì                    | Piemonte              | Settimo Torinese              | Maggioritario | Polo delle Libertà         | LN                    |
| Massimo Brugnettini                | Veneto                | Villafranca di Verona         | Maggioritario | Polo delle Libertà         | LN                    |
| Massimo Brutti                     | Lazio                 | Roma - Tuscolano              | Maggioritario | Progressisti               | Progressisti          |
| Michele Arcangelo Bucci            | Lombardia             | Lodi                          | Maggioritario | Polo delle Libertà         | FI                    |
| Anna Maria Bucciarelli             | Toscana               | Prato                         | Maggioritario | Progressisti               | Progressisti          |
| Ettore Bucciero                    | Puglia                | Bari Centro                   | Maggioritario | Polo del Buon Governo      | AN                    |
| Erminio Busnelli                   | Lombardia             | Bollate                       | Maggioritario | Polo delle Libertà         | LN                    |
| Rossano Caddeo                     | Sardegna              | Oristano                      | Maggioritario | Progressisti               | Progressisti          |
| Giuseppe Camo                      | Calabria              | Castrovillari                 | Proporzionale | Patto per l'Italia         | PPI                   |
| Giovanni Campo                     | Sicilia               | Paternò                       | Proporzionale | Progressisti               | FDV-La Rete (La Rete) |
| Gian Vittorio Campus               | Sardegna              | Sassari                       | Maggioritario | Polo del Buon Governo      | FI                    |
| Pietro Cangelosi                   | Sicilia               | Sciacca                       | Maggioritario | Progressisti               | FDV-La Rete (La Rete) |
| Alfonso Capone                     | Campania              | Casoria                       | Proporzionale | Polo del Buon Governo      | CCD                   |
| Leonardo Caponi                    | Umbria                | Perugia                       | Maggioritario | Progressisti               | PRC                   |
| Sergio Cappelli                    | Liguria               | Savona                        | Proporzionale | Polo delle Libertà         | LN                    |
| Livio Caputo                       | Lombardia             | Bergamo                       | Maggioritario | Polo delle Libertà         | FI (UdC)              |
| Antonio Carcarino                  | Campania              | Portici                       | Maggioritario | Progressisti               | PRC                   |
| Francesco Carella                  | Puglia                | Manfredonia                   | Maggioritario | Progressisti               | FDV-La Rete (FDV)     |
| Ivaldo Carini                      | Lombardia             | Abbiategrasso                 | Maggioritario | Polo delle Libertà         | LN                    |
| Gianluigi Carnovali                | Lombardia             | Rho                           | Maggioritario | Polo delle Libertà         | LN                    |
| Diego Carpenedo                    | Friuli-Venezia Giulia | Codroipo                      | Proporzionale | Patto per l'Italia         | PPI                   |
| Umberto Carpi                      | Toscana               | Pontedera                     | Maggioritario | Progressisti               | PRC                   |
| Carlo Carpinelli                   | Umbria                | Orvieto                       | Maggioritario | Progressisti               | Progressisti          |
| Piepaolo Casadei Monti             | Emilia-Romagna        | Ravenna                       | Maggioritario | Progressisti               | Progressisti (CS)     |
| Francesco Casillo                  | Puglia                | Monopoli                      | Maggioritario | Polo del Buon Governo      | AN                    |
| Pierluigi Castellani               | Umbria                | Foligno                       | Proporzionale | Patto per l'Italia         | PPI                   |
| Filippo Cavazzuti                  | Emilia-Romagna        | San Giovanni in Persiceto     | Maggioritario | Progressisti               | Progressisti          |
| Giorgio Cavitelli                  | Emilia-Romagna        | Fidenza                       | Proporzionale | Polo delle Libertà         | LN                    |
| Giuseppe Ceccato                   | Veneto                | Schio                         | Maggioritario | Polo delle Libertà         | LN                    |
| Vittorio Cecchi Gori               | Toscana               | Firenze Nord                  | Proporzionale | Patto per l'Italia         | PPI                   |
| Salvatore Cherchi                  | Sardegna              | Carbonia                      | Maggioritario | Progressisti               | Progressisti          |
| Graziano Cioni                     | Toscana               | Firenze - Scandicci           | Maggioritario | Progressisti               | Progressisti          |
| Domenico Contestabile              | Lombardia             | Cinisello Balsamo             | Maggioritario | Polo delle Libertà         | FI                    |
| Pierluigi Copercini                | Emilia-Romagna        | Parma                         | Proporzionale | Polo delle Libertà         | LN                    |
| Aldo Corasaniti                    | Calabria              | Catanzaro                     | Maggioritario | Progressisti               | Progressisti          |
| Gilberto Cormegna                  | Piemonte              | Vercelli                      | Maggioritario | Polo delle Libertà         | LN                    |
| Ludovico Corrao                    | Sicilia               | Mazara del Vallo              | Maggioritario | Progressisti               | Progressisti          |
| Michele Corvino                    | Campania              | Aversa                        | Maggioritario | Progressisti               | Progressisti (CS)     |
| Francesco Cossiga                  | A vita                | –                             | –             | –                          | Misto                 |
| Rosario Giorgio Costa              | Puglia                | Casarano                      | Proporzionale | Patto per l'Italia         | PPI                   |
| Romualdo Coviello                  | Basilicata            | Lauria                        | Proporzionale | Patto per l'Italia         | PPI                   |
| Carmine Cozzolino                  | Campania              | Nocera Inferiore              | Proporzionale | Polo del Buon Governo      | AN                    |
| Mario Crescenzio                   | Veneto                | Rovigo                        | Proporzionale | Progressisti               | Progressisti          |
| Aurelio Crippa                     | Lombardia             | Milano - Sesto San Giovanni   | Proporzionale | Progressisti               | PRC                   |
| Antonino Cuffaro                   | Lazio                 | Marino                        | Maggioritario | Progressisti               | PRC                   |
| Euprepio Curto                     | Puglia                | Francavilla Fontana           | Maggioritario | Polo del Buon Governo      | AN                    |
| Vito Cusimano                      | Sicilia               | Catania - Misterbianco        | Maggioritario | Polo del Buon Governo      | AN                    |
| Stefano Cusumano                   | Sicilia               | Sciacca                       | Proporzionale | Patto per l'Italia         | PPI                   |
| Franca D'Alessandro Prisco         | Lazio                 | Roma - Ciampino               | Proporzionale | Progressisti               | Progressisti          |
| Antonio D'Alì                      | Sicilia               | Marsala                       | Maggioritario | Polo del Buon Governo      | FI                    |
| Maria Grazia Daniele Galdi         | Liguria               | Genova - Bargagli             | Maggioritario | Progressisti               | Progressisti          |
| Paolo Danieli                      | Veneto                | Verona                        | Proporzionale | Alleanza Nazionale         | AN                    |
| Riccardo De Corato                 | Lombardia             | Milano 1                      | Proporzionale | Alleanza Nazionale         | AN                    |
| Guido Cesare De Guidi              | Umbria                | Terni                         | Maggioritario | Progressisti               | Progressisti (CS)     |
| Michele De Luca                    | Emilia-Romagna        | Parma                         | Maggioritario | Progressisti               | Progressisti          |
| Guido De Martino                   | Campania              | Casoria                       | Maggioritario | Progressisti               | Progressisti          |
| Francesco De Martino               | A vita                | –                             | –             | –                          | PSI                   |
| Francesco de Notaris               | Campania              | Castellammare di Stabia       | Maggioritario | Progressisti               | FDV-La Rete (La Rete) |
| Elidio De Paoli                    | Lombardia             | Albino                        | Proporzionale | Lega Alpina Lumbarda       | Misto                 |
| Franco Debenedetti                 | Piemonte              | Torino 1                      | Maggioritario | Progressisti               | Misto (AD)            |
| Aldo Degaudenz                     | Trentino-Alto Adige   | Pergine Valsugana             | Proporzionale | Patto per l'Italia         | PPI                   |
| Teresio Delfino                    | Piemonte              | Cuneo                         | Proporzionale | Patto per l'Italia         | PPI                   |
| Biagio Antonio Dell'Uomo           | Emilia-Romagna        | Ferrara                       | Proporzionale | Polo delle Libertà         | LN                    |
| Vincenzo Demasi                    | Campania              | Salerno                       | Maggioritario | Polo del Buon Governo      | AN                    |
| Saverio Di Bella                   | Calabria              | Vibo Valentia                 | Maggioritario | Progressisti               | Progressisti          |
| Doriano Di Benedetto               | Abruzzo               | Teramo                        | Proporzionale | FI-CCD                     | FI                    |
| Ferdinando Di Orio                 | Abruzzo               | L'Aquila                      | Maggioritario | Progressisti               | Progressisti          |
| Bruno Di Maio                      | Sicilia               | Palermo Sud                   | Proporzionale | Progressisti               | FDV-La Rete (La Rete) |
| Lino Diana                         | Lazio                 | Frosinone                     | Proporzionale | Patto per l'Italia         | PPI                   |
| Angelo Dionisi                     | Lazio                 | Rieti                         | Proporzionale | Progressisti               | PRC                   |
| Ida D'Ippolito                     | Calabria              | Catanzaro                     | Proporzionale | Polo del Buon Governo      | FI                    |
| Massimo Dolazza                    | Lombardia             | Treviglio                     | Maggioritario | Polo delle Libertà         | LN                    |
| Eugenio Mario Donise               | Campania              | Pozzuoli                      | Maggioritario | Progressisti               | Progressisti          |
| Giuseppe Doppio                    | Veneto                | Schio                         | Proporzionale | Patto per l'Italia         | PPI                   |
| Cesare Dujany                      | Valle d'Aosta         | Aosta                         | Maggioritario | UV                         | Misto                 |
| Renato Ellero                      | Veneto                | Bassano del Grappa            | Maggioritario | Polo delle Libertà         | LN                    |
| Giovanni Fabris                    | Veneto                | Venezia - Spinea              | Maggioritario | Polo delle Libertà         | LN                    |
| Edda Fagni                         | Toscana               | Livorno                       | Maggioritario | Progressisti               | PRC                   |
| Antonio Falomi                     | Lazio                 | Roma - Prenestino             | Maggioritario | Progressisti               | Progressisti          |
| Enrico Falqui                      | Toscana               | Sesto Fiorentino              | Maggioritario | Progressisti               | FDV-La Rete (FDV)     |
| Amintore Fanfani                   | A vita                | –                             | –             | –                          | PPI                   |
| Franco Fante                       | Veneto                | Chioggia                      | Maggioritario | Polo delle Libertà         | LN                    |
| Gianni Fardin                      | Veneto                | Chioggia                      | Proporzionale | Progressisti               | PSI                   |
| Mauro Favilla                      | Toscana               | Lucca                         | Proporzionale | Patto per l'Italia         | PPI                   |
| Francesco Ferrari                  | Lombardia             | Chiari                        | Proporzionale | Patto per l'Italia         | PPI                   |
| Karl Ferrari                       | Trentino-Alto Adige   | Bolzano                       | Maggioritario | SVP                        | Misto/SVP             |
| Michele Fierotti                   | Sicilia               | Monreale                      | Maggioritario | Polo del Buon Governo      | FI                    |
| Antonio Fischetti                  | Toscana               | Pistoia                       | Maggioritario | Progressisti               | PRC                   |
| Domenico Fisichella                | Lazio                 | Roma - Trieste                | Maggioritario | Polo del Buon Governo      | AN                    |
| Michele Florino                    | Campania              | Napoli - Arenella             | Proporzionale | Polo del Buon Governo      | AN                    |
| Gian Guido Folloni                 | Emilia-Romagna        | Reggio Emilia                 | Proporzionale | Patto per l'Italia         | PPI                   |
| Pietro Fontanini                   | Friuli-Venezia Giulia | Udine                         | Maggioritario | Polo delle Libertà         | LN                    |
| Giovanni Lorenzo Forcieri          | Liguria               | La Spezia                     | Maggioritario | Progressisti               | Progressisti          |
| Maurilio Frigerio                  | Lombardia             | Milano 5                      | Maggioritario | Polo delle Libertà         | LN                    |
| Giuseppe Fronzuti                  | Campania              | Agropoli                      | Maggioritario | Polo del Buon Governo      | CCD                   |
| Pier Giorgio Gallotti              | Lazio                 | Guidonia Montecelio           | Maggioritario | Polo del Buon Governo      | FI                    |
| Giorgio Gandini                    | Piemonte              | Alessandria                   | Maggioritario | Polo delle Libertà         | LN                    |
| Antonella Bruno Ganeri             | Calabria              | Castrovillari                 | Maggioritario | Progressisti               | Progressisti          |
| Luciano Garatti                    | Lombardia             | Lumezzane                     | Maggioritario | Polo delle Libertà         | FI                    |
| Carmine Garofalo                   | Calabria              | Cosenza                       | Maggioritario | Progressisti               | Progressisti          |
| Giovanni Gei                       | Lombardia             | Chiari                        | Maggioritario | Polo delle Libertà         | CCD                   |
| Basilio Germanà                    | Sicilia               | Barcellona Pozzo di Gotto     | Maggioritario | Polo del Buon Governo      | FI                    |
| Paolo Gibertoni                    | Lombardia             | Mantova                       | Maggioritario | Polo delle Libertà         | LN                    |
| Fausto Giovanelli                  | Emilia-Romagna        | Reggio Emilia                 | Maggioritario | Progressisti               | Progressisti          |
| Pietro Giurickovic                 | Lombardia             | Milano 5                      | Proporzionale | Progressisti               | Misto (AD)            |
| Aldo Gregorelli                    | Lombardia             | Lumezzane                     | Proporzionale | Patto per l'Italia         | PPI                   |
| Luigi Grillo                       | Liguria               | La Spezia                     | Proporzionale | Patto per l'Italia         | PPI                   |
| Giuseppe Roberto Grippaldi         | Sicilia               | Enna                          | Maggioritario | Polo del Buon Governo      | AN                    |
| Vito Gruosso                       | Basilicata            | Melfi                         | Maggioritario | Progressisti               | Progressisti          |
| Libero Gualtieri                   | Emilia-Romagna        | Forlì                         | Maggioritario | Progressisti               | Misto (AD)            |
| Antonio Guarra                     | Campania              | Benevento                     | Maggioritario | Polo del Buon Governo      | AN                    |
| Carlo Gubbini                      | Umbria                | Città di Castello             | Maggioritario | Progressisti               | PSI                   |
| Luciano Guerzoni                   | Emilia-Romagna        | Modena                        | Maggioritario | Progressisti               | Progressisti          |
| Andrea Guglieri                    | Liguria               | San Remo                      | Maggioritario | Polo delle Libertà         | LN                    |
| Ferdinando Imposimato              | Campania              | Caserta                       | Maggioritario | Progressisti               | Progressisti          |
| Enrico La Loggia                   | Sicilia               | Palermo - Capaci              | Maggioritario | Polo del Buon Governo      | FI                    |
| Vincenzo La Russa                  | Sicilia               | Paternò                       | Maggioritario | Polo del Buon Governo      | CCD                   |
| Salvatore Ladu                     | Sardegna              | Nuoro                         | Maggioritario | Patto per l'Italia         | PPI                   |
| Pietro Leonida Laforgia            | Puglia                | Bari Centro                   | Proporzionale | Progressisti               | Progressisti          |
| Rocco Larizza                      | Piemonte              | Torino 2                      | Maggioritario | Progressisti               | Progressisti          |
| Roberto Lasagna                    | Lombardia             | Milano 4                      | Maggioritario | Polo delle Libertà         | FI                    |
| Michele Lauria                     | Sicilia               | Enna                          | Proporzionale | Patto per l'Italia         | PPI                   |
| Angelo Lauricella                  | Sicilia               | Agrigento                     | Maggioritario | Progressisti               | Progressisti          |
| Severino Lavagnini                 | Lazio                 | Marino                        | Proporzionale | Patto per l'Italia         | PPI                   |
| Giovanni Leone                     | A vita                | –                             | –             | –                          | Misto                 |
| Antonio Lisi                       | Puglia                | Lecce                         | Proporzionale | Polo del Buon Governo      | AN                    |
| Gian Luigi Lombardi-Cerri          | Lombardia             | Rozzano                       | Maggioritario | Polo delle Libertà         | LN                    |
| Giorgio Londei                     | Marche                | Pesaro                        | Maggioritario | Progressisti               | Progressisti          |
| Luciano Lorenzi                    | Piemonte              | Alba                          | Maggioritario | Polo delle Libertà         | LN                    |
| Rocco Vito Loreto                  | Puglia                | Martina Franca                | Maggioritario | Progressisti               | Progressisti          |
| Antonio Lorusso                    | Puglia                | Molfetta                      | Maggioritario | Polo del Buon Governo      | FI                    |
| Giovanni Lubrano di Ricco          | Campania              | Giugliano in Campania         | Maggioritario | Progressisti               | FDV-La Rete (FDV)     |
| Giulio Maceratini                  | Lazio                 | Roma Centro                   | Maggioritario | Polo del Buon Governo      | AN                    |
| Italico Maffini                    | Lombardia             | Cremona                       | Maggioritario | Polo delle Libertà         | LN                    |
| Bruno Magliocchetti                | Lazio                 | Cassino                       | Maggioritario | Polo del Buon Governo      | AN                    |
| Erasmo Magliozzi                   | Lazio                 | Terracina                     | Maggioritario | Polo del Buon Governo      | AN                    |
| Claudio Magris                     | Friuli-Venezia Giulia | Trieste                       | Maggioritario | Gruppo Magris              | Misto                 |
| Enzo Maiorca                       | Sicilia               | Siracusa                      | Maggioritario | Polo del Buon Governo      | AN                    |
| Elia Manara                        | Lombardia             | Cantù                         | Maggioritario | Polo delle Libertà         | LN                    |
| Nicola Mancino                     | Campania              | Avellino                      | Maggioritario | Patto per l'Italia         | PPI                   |
| Luigi Manconi                      | Marche                | Ascoli Piceno                 | Maggioritario | Progressisti               | FDV-La Rete (FDV)     |
| Carmine Mancuso                    | Sicilia               | Palermo Centro                | Proporzionale | Progressisti               | FDV-La Rete (La Rete) |
| Donato Manfroi                     | Veneto                | Belluno                       | Maggioritario | Polo delle Libertà         | LN                    |
| Maria Rosaria Manieri              | Puglia                | Nardò                         | Maggioritario | Progressisti               | PSI                   |
| Adolfo Manis                       | Sardegna              | Carbonia                      | Proporzionale | Polo del Buon Governo      | FI                    |
| Silvio Mantovani                   | Marche                | Ancona                        | Maggioritario | Progressisti               | Progressisti          |
| Luciano Manzi                      | Piemonte              | Rivoli                        | Maggioritario | Progressisti               | PRC                   |
| Fausto Marchetti                   | Toscana               | Carrara                       | Maggioritario | Progressisti               | PRC                   |
| Corinto Marchini                   | Lombardia             | Cologno Monzese               | Maggioritario | Polo delle Libertà         | LN                    |
| Ferdinando Marinelli               | Puglia                | San Severo                    | Proporzionale | Polo del Buon Governo      | AN                    |
| Cesare Marini                      | Calabria              | Corigliano Calabro            | Maggioritario | Progressisti               | PSI                   |
| Valentino Martelli                 | Sardegna              | Cagliari                      | Maggioritario | Polo del Buon Governo      | AN                    |
| Mario Masiero                      | Lombardia             | Vigevano                      | Maggioritario | Polo delle Libertà         | LN                    |
| Aldo Masullo                       | Campania              | Nola                          | Proporzionale | Progressisti               | Progressisti          |
| Bruno Matteja                      | Piemonte              | Ivrea                         | Maggioritario | Polo delle Libertà         | LN                    |
| Renato Meduri                      | Calabria              | Reggio Calabria               | Maggioritario | Polo del Buon Governo      | AN                    |
| Carmine Mensorio                   | Campania              | Nola                          | Maggioritario | Polo del Buon Governo      | CCD                   |
| Luciano Merigliano                 | Veneto                | Padova - Selvazzano Dentro    | Maggioritario | Polo delle Libertà         | FI                    |
| Silvano Micele                     | Basilicata            | Potenza                       | Maggioritario | Progressisti               | Progressisti          |
| Gianfranco Miglio                  | Lombardia             | Como                          | Maggioritario | Polo delle Libertà         | LN                    |
| Gian Giacomo Migone                | Piemonte              | Torino 4                      | Maggioritario | Progressisti               | Progressisti          |
| Giuseppe Mininni-Jannuzzi          | Puglia                | Bari - Bitonto                | Maggioritario | Polo del Buon Governo      | AN                    |
| Romano Misserville                 | Lazio                 | Frosinone                     | Maggioritario | Polo del Buon Governo      | AN                    |
| Maria Antonia Modolo               | Umbria                | Foligno                       | Maggioritario | Progressisti               | PSI                   |
| Mafalda Molinari                   | Lazio                 | Civitavecchia                 | Maggioritario | Polo del Buon Governo      | AN                    |
| Marisa Moltisanti                  | Sicilia               | Avola                         | Maggioritario | Polo del Buon Governo      | AN                    |
| Giovanni Mongiello                 | Puglia                | Foggia                        | Maggioritario | Polo del Buon Governo      | CCD                   |
| Antonino Monteleone                | Basilicata            | Pisticci                      | Maggioritario | Polo del Buon Governo      | AN                    |
| Enrico Morando                     | Piemonte              | Alessandria                   | Proporzionale | Progressisti               | Progressisti          |
| Giuseppe Mulas                     | Sardegna              | Olbia                         | Maggioritario | Polo del Buon Governo      | AN                    |
| Roberto Napoli                     | Campania              | Battipaglia                   | Maggioritario | Polo del Buon Governo      | CCD                   |
| Luigi Natali                       | Marche                | Ascoli Piceno                 | Proporzionale | Alleanza Nazionale         | AN                    |
| Giuseppe Nisticò                   | Lazio                 | Roma - Tuscolano              | Proporzionale | Polo del Buon Governo      | FI                    |
| Angelo Orlando                     | Abruzzo               | Chieti                        | Maggioritario | Progressisti               | PRC                   |
| Lodovico Pace                      | Lazio                 | Roma - Fiumicino              | Maggioritario | Polo del Buon Governo      | AN                    |
| Maria Grazia Pagano                | Campania              | Napoli - Arenella             | Maggioritario | Progressisti               | Progressisti          |
| Giancarlo Pagliarini               | Lombardia             | Milano 2                      | Maggioritario | Polo delle Libertà         | LN                    |
| Gianpaolo Paini                    | Lombardia             | Sondrio                       | Maggioritario | Polo delle Libertà         | LN                    |
| Massimo Palombi                    | Lazio                 | Roma - Ostiense               | Maggioritario | Polo del Buon Governo      | CCD                   |
| Aniello Palumbo                    | Campania              | Giugliano in Campania         | Proporzionale | Patto per l'Italia         | PPI                   |
| Ferdinando Pappalardo              | Puglia                | Altamura                      | Maggioritario | Progressisti               | Progressisti          |
| Vittorio Parola                    | Lazio                 | Roma - Fiumicino              | Proporzionale | Progressisti               | Progressisti          |
| Gianfranco Pasquino                | Emilia-Romagna        | Rimini                        | Maggioritario | Progressisti               | Progressisti          |
| Stefano Passigli                   | Toscana               | Firenze Nord                  | Maggioritario | Progressisti               | Misto (AD)            |
| Celestino Pedrazzini               | Lombardia             | Milano - Sesto San Giovanni   | Maggioritario | Polo delle Libertà         | LN                    |
| Riccardo Pedrizzi                  | Lazio                 | Latina                        | Maggioritario | Polo del Buon Governo      | AN                    |
| Enrico Pelella                     | Campania              | Torre del Greco               | Maggioritario | Progressisti               | Progressisti          |
| Giovanni Pellegrino                | Puglia                | Lecce                         | Maggioritario | Progressisti               | Progressisti          |
| Gioacchino Pellitteri              | Sicilia               | Gela                          | Maggioritario | Polo del Buon Governo      | FI                    |
| Luigi Pepe                         | Puglia                | Casarano                      | Maggioritario | Polo del Buon Governo      | CCD                   |
| Valentino Perin                    | Veneto                | Conegliano                    | Maggioritario | Polo delle Libertà         | LN                    |
| Pietro Perlingieri                 | Campania              | Benevento                     | Proporzionale | Patto per l'Italia         | PPI                   |
| Luigi Peruzzotti                   | Lombardia             | Gallarate                     | Maggioritario | Polo delle Libertà         | LN                    |
| Gianfranco Petricca                | Toscana               | Carrara                       | Proporzionale | Polo delle Libertà         | FI                    |
| Patrizio Petrucci                  | Toscana               | Lucca                         | Maggioritario | Progressisti               | Progressisti          |
| Claudio Petruccioli                | Emilia-Romagna        | Bologna - Casalecchio di Reno | Maggioritario | Progressisti               | Progressisti          |
| Maurizio Pieroni                   | Marche                | Civitanova Marche             | Maggioritario | Progressisti               | FDV-La Rete (FDV)     |
| Enrica Pietra Lenzi                | Emilia-Romagna        | Bologna Centro                | Maggioritario | Progressisti               | Progressisti (CS)     |
| Michele Pinto                      | Campania              | Agropoli                      | Proporzionale | Patto per l'Italia         | PPI                   |
| Emilio Podestà                     | Emilia-Romagna        | Piacenza                      | Maggioritario | Polo delle Libertà         | LN                    |
| Francesco Pontone                  | Campania              | Napoli Centro                 | Maggioritario | Polo del Buon Governo      | AN                    |
| Saverio Salvatore Porcari          | Sicilia               | Palermo Centro                | Maggioritario | Polo del Buon Governo      | AN                    |
| Cesare Pozzo                       | Piemonte              | Torino 1                      | Proporzionale | Alleanza Nazionale         | AN                    |
| Marco Preioni                      | Piemonte              | Verbania                      | Maggioritario | Polo delle Libertà         | LN                    |
| Domenico Presti                    | Sicilia               | Acireale                      | Maggioritario | Polo del Buon Governo      | AN                    |
| Cesare Previti                     | Lazio                 | Roma - Val Melaina            | Maggioritario | Polo del Buon Governo      | FI                    |
| Antonio Prevosto                   | Sardegna              | Nuoro                         | Proporzionale | Progressisti               | Progressisti          |
| Giuseppe Pugliese                  | Calabria              | Crotone                       | Maggioritario | Progressisti               | PRC                   |
| Roberto Maria Radice               | Lombardia             | Seregno                       | Maggioritario | Polo delle Libertà         | FI                    |
| Salvatore Ragno                    | Sicilia               | Messina                       | Maggioritario | Polo del Buon Governo      | AN                    |
| Luigi Ramponi                      | Lazio                 | Roma - Primavalle             | Maggioritario | Polo del Buon Governo      | AN                    |
| Filippo Reccia                     | Campania              | Santa Maria Capua Vetere      | Maggioritario | Polo del Buon Governo      | AN                    |
| Claudio Regis                      | Piemonte              | Biella                        | Maggioritario | Polo delle Libertà         | LN                    |
| Paolo Riani                        | Toscana               | Lucca                         | Proporzionale | Polo delle Libertà         | FI                    |
| Roland Riz                         | Trentino-Alto Adige   | Merano                        | Maggioritario | SVP                        | Misto/SVP             |
| Giovanni Robusti                   | Lombardia             | Suzzara                       | Maggioritario | Polo delle Libertà         | LN                    |
| Carla Rocchi                       | Lazio                 | Roma - Gianicolense           | Maggioritario | Progressisti               | FDV-La Rete (FDV)     |
| Carlo Rognoni                      | Liguria               | Genova - Campomorone          | Maggioritario | Progressisti               | Progressisti          |
| Ettore Romoli                      | Friuli-Venezia Giulia | Gorizia                       | Maggioritario | Polo delle Libertà         | FI                    |
| Edo Ronchi                         | Piemonte              | Torino 3                      | Maggioritario | Progressisti               | FDV-La Rete (FDV)     |
| Angelo Antonio Rossi               | Puglia                | San Severo                    | Maggioritario | Progressisti               | PRC                   |
| Mario Rosso                        | Piemonte              | Cuneo                         | Maggioritario | Polo delle Libertà         | LN                    |
| Luigi Roveda                       | Lombardia             | Lecco                         | Maggioritario | Polo delle Libertà         | LN                    |
| Giovanni Russo                     | Liguria               | Savona                        | Maggioritario | Progressisti               | Progressisti (CS)     |
| Ersilia Salvato                    | Campania              | Napoli - Ponticelli           | Maggioritario | Progressisti               | PRC                   |
| Cesare Salvi                       | Lazio                 | Roma - Collatino              | Maggioritario | Progressisti               | Progressisti          |
| Maria Antonietta Sartori           | Lazio                 | Guidonia Montecelio           | Proporzionale | Progressisti               | Progressisti          |
| Massimo Scaglione                  | Piemonte              | Asti                          | Maggioritario | Polo delle Libertà         | LN                    |
| Cosimo Scaglioso                   | Toscana               | Siena                         | Maggioritario | Progressisti               | Progressisti (CS)     |
| Filippo Scalone                    | Sicilia               | Palermo Sud                   | Maggioritario | Polo del Buon Governo      | AN                    |
| Concetto Scivoletto                | Sicilia               | Ragusa                        | Proporzionale | Progressisti               | Progressisti          |
| Carlo Scognamiglio Pasini          | Lombardia             | Milano 3                      | Maggioritario | Polo delle Libertà         | FI (UdC)              |
| Francesca Scopelliti               | Lombardia             | Milano 1                      | Proporzionale | Lista Pannella-Riformatori | FI (LPR)              |
| Osvaldo Scrivani                   | Abruzzo               | Teramo                        | Maggioritario | Progressisti               | Progressisti          |
| Michele Sellitti                   | Campania              | Nocera Inferiore              | Maggioritario | Progressisti               | PSI                   |
| Salvatore Senese                   | Toscana               | Pisa                          | Maggioritario | Progressisti               | Progressisti          |
| Antonio Serena                     | Veneto                | Vittorio Veneto               | Maggioritario | Polo delle Libertà         | LN                    |
| Enrico Serra                       | Liguria               | Genova - Chiavari             | Maggioritario | Polo delle Libertà         | LN                    |
| Rino Serri                         | Emilia-Romagna        | Sassuolo                      | Maggioritario | Progressisti               | PRC                   |
| Vincenzo Sica                      | Basilicata            | Matera                        | Maggioritario | Progressisti               | Progressisti          |
| Ferdinando Signorelli              | Lazio                 | Viterbo                       | Maggioritario | Polo del Buon Governo      | AN                    |
| Maria Grazia Siliquini             | Piemonte              | Torino 3                      | Proporzionale | Polo delle Libertà         | LN                    |
| Carlo Smuraglia                    | Lombardia             | Rozzano                       | Proporzionale | Progressisti               | Progressisti          |
| Giovanni Spadolini                 | A vita                | –                             | –             | –                          | Misto                 |
| Giuseppe Specchia                  | Puglia                | Brindisi                      | Maggioritario | Polo del Buon Governo      | AN                    |
| Francesco Enrico Speroni           | Lombardia             | Busto Arsizio                 | Maggioritario | Polo delle Libertà         | LN                    |
| Gianfranco Spisani                 | Trentino-Alto Adige   | Rovereto                      | Maggioritario | Polo delle Libertà         | FI                    |
| Pasquale Squitieri                 | Puglia                | Andria                        | Maggioritario | Polo del Buon Governo      | AN                    |
| Marcello Staglieno                 | Lombardia             | Melzo                         | Maggioritario | Polo delle Libertà         | LN                    |
| Corrado Stajano                    | Lombardia             | Cinisello Balsamo             | Proporzionale | Progressisti               | Progressisti          |
| Angelo Staniscia                   | Abruzzo               | Lanciano                      | Maggioritario | Progressisti               | Progressisti          |
| Sergio Stanzani                    | Veneto                | Verona                        | Maggioritario | Polo delle Libertà         | FI (LPR)              |
| Ippazio Stefano                    | Puglia                | Taranto                       | Maggioritario | Progressisti               | Progressisti          |
| Stefano Stefani                    | Veneto                | Vicenza                       | Maggioritario | Polo delle Libertà         | LN                    |
| Enrico Surian                      | Veneto                | Rovigo                        | Maggioritario | Polo delle Libertà         | FI                    |
| Francesco Tabladini                | Lombardia             | Brescia                       | Maggioritario | Polo delle Libertà         | LN                    |
| Piero Tamponi                      | Sardegna              | Olbia                         | Proporzionale | Patto per l'Italia         | PPI                   |
| Giancarlo Tapparo                  | Piemonte              | Settimo Torinese              | Proporzionale | Progressisti               | Misto (AD)            |
| Paolo Emilio Taviani               | A vita                | –                             | –             | –                          | Misto                 |
| Giulio Mario Terracini             | Liguria               | Genova - Bargagli             | Proporzionale | Polo delle Libertà         | FI                    |
| Silvestro Terzi                    | Lombardia             | Albino                        | Maggioritario | Polo delle Libertà         | LN                    |
| Helga Thaler Ausserhofer           | Trentino-Alto Adige   | Bressanone                    | Maggioritario | SVP                        | Misto/SVP             |
| Glauco Torlontano                  | Abruzzo               | Pescara                       | Maggioritario | Progressisti               | Progressisti          |
| Girolamo Tripodi                   | Calabria              | Palmi                         | Maggioritario | Progressisti               | PRC                   |
| Giuseppe Turini                    | Toscana               | Grosseto                      | Proporzionale | Alleanza Nazionale         | AN                    |
| Leo Valiani                        | A vita                | –                             | –             | –                          | Misto                 |
| Antonino Valletta                  | Molise                | Isernia                       | Maggioritario | Progressisti               | Progressisti (FL)     |
| Cosimo Ventucci                    | Lazio                 | Roma - Ciampino               | Maggioritario | Polo del Buon Governo      | FI                    |
| Maria Vevante Scioletti            | Abruzzo               | Lanciano                      | Proporzionale | Alleanza Nazionale         | AN                    |
| Fausto Vigevani                    | Emilia-Romagna        | Fidenza                       | Maggioritario | Progressisti               | Progressisti (FL)     |
| Massimo Villone                    | Campania              | Napoli Centro                 | Proporzionale | Progressisti               | Progressisti          |
| Roberto Visentin                   | Friuli-Venezia Giulia | Pordenone                     | Maggioritario | Polo delle Libertà         | LN                    |
| Bruno Visentini                    | Veneto                | Venezia - Spinea              | Proporzionale | Progressisti               | Misto (AD)            |
| Antonio Vozzi                      | Basilicata            | Lauria                        | Maggioritario | Progressisti               | PSI                   |
| Massimo Wilde                      | Lombardia             | Desenzano del Garda           | Maggioritario | Polo delle Libertà         | LN                    |
| Giombattista Xiumè                 | Sicilia               | Ragusa                        | Maggioritario | Polo del Buon Governo      | AN                    |
| Giovanni Zaccagna                  | Veneto                | Abano Terme                   | Maggioritario | Polo delle Libertà         | FI                    |
| Massimo Zanetti                    | Veneto                | Treviso                       | Maggioritario | Polo delle Libertà         | FI                    |
| Tomaso Zanoletti                   | Piemonte              | Alba                          | Proporzionale | Patto per l'Italia         | PPI                   |
| Ortensio Zecchino                  | Campania              | Ariano Irpino                 | Maggioritario | Patto per l'Italia         | PPI                   |
| Franco Zeffirelli                  | Sicilia               | Catania Centro                | Maggioritario | Polo del Buon Governo      | FI                    |

## Modifiche intervenute

### Modifiche intervenute nella composizione del Senato
| Uscente                 | Subentrante      | Data cessazione | Data subentro | Lista di elezione     | Quota                      | Gruppo subentrante   |
| ----------------------- | ---------------- | --------------- | ------------- | --------------------- | -------------------------- | -------------------- |
| Vincenzo Bonandrini     | Carlo Secchi     | 19.05.1994      | 25.05.1994    | Patto per l'Italia    | Proporzionale              | PPI                  |
| Antonio Fischetti       | Domenico Gallo   | 15.06.1994      | 14.09.1994    | Progressisti          | Maggioritario (suppletive) | PRC                  |
| Bruno Visentini         | Paolo Peruzza    | 13.02.1995      | 21.02.1995    | Progressisti          | Proporzionale              | Sinistra Democratica |
| Carmine Garofalo        | Massimo Veltri   | 23.02.1995      | 17.05.1995    | Progressisti          | Maggioritario (suppletive) | Progressisti         |
| Giuseppe Nisticò        | Franco Righetti  | 04.07.1995      | 07.07.1995    | Polo del Buon Governo | Proporzionale              | CCD                  |
| Giuseppe Doppio         | Pietro Fabris    | 13.07.1995      | 18.07.1995    | Patto per l'Italia    | Proporzionale              | Scudo Crociato       |
| Pietro Leonida Laforgia | Domenico Favuzzi | 06.12.1995      | 13.12.1995    | Progressisti          | Proporzionale              | Progressisti         |

- In data 04.08.1994 cessa dal mandato il senatore a vita Giovanni Spadolini, deceduto.

### Modifiche intervenute nella composizione dei gruppi

#### Progressisti - Federativo
- Ad inizio legislatura aderiscono al gruppo Ferdinando Di Orio e Michele De Luca, provenienti da Alleanza Democratica.
- In data 30.05.1994 lasciano il gruppo Aldo Corasaniti e Ludovico Corrao, che aderiscono alla Sinistra Democratica.
- In data 23.05.1995 aderisce al gruppo Umberto Carpi, proveniente da Rifondazione Comunista - Progressisti.
- In data 20.03.1996 lascia il gruppo Saverio Di Bella, che aderisce al gruppo misto.

#### Forza Italia
- In data 25.07.1994 aderisce al gruppo Luigi Grillo, proveniente dal Partito Popolare Italiano.
- In data 12.01.1995 lascia il gruppo Gianfranco Petricca, che aderisce al Partito Popolare Italiano.
- In data 13.12.1995 aderisce al gruppo Carmine Mancuso, proveniente dai Progressisti - Verdi - La Rete.

#### Lega Nord
- In data 16.05.1994 lascia il gruppo Gianfranco Miglio, che aderisce al gruppo misto.
- In data 19.10.1994 lascia il gruppo Bruno Matteja, che aderisce al gruppo misto.
- In data 21.12.1994 lasciano il gruppo Gilberto Cormegna e Maria Grazia Siliquini, che aderiscono al Centro Cristiano Democratico.
- In data 09.01.1995 lascia il gruppo Marcello Staglieno, che aderisce al gruppo misto.
- In data 10.01.1995 lascia il gruppo Giovanna Briccarello, che aderisce al gruppo misto.
- In data 23.01.1995 lasciano il gruppo Remo Andreoli, Costantino Armani, Giovanni Binaghi, Sergio Cappelli, Biagio Antonio Dell'Uomo, Renato Ellero, Giorgio Gandini, Andrea Guglieri, Mario Masiero e Mario Rosso, che aderiscono alla Lega Italiana Federalista.
- In data 21.02.1995 lascia il gruppo Emilio Podestà, che aderisce alla Lega Italiana Federalista.
- In data 11.03.1996 lascia il gruppo Luigi Roveda, che aderisce al gruppo misto.
- In data 12.03.1996 lascia il gruppo Renato Bastianetto, che aderisce al gruppo misto.
- In data 14.03.1996 lascia il gruppo Enrico Serra, che aderisce al gruppo misto.

#### Alleanza Nazionale
- In data 20.09.1995 lascia il gruppo Giuseppe Mininni-Jannuzzi, che aderisce alla Lega Italiana Federalista.
- In data 26.01.1996 lascia il gruppo Domenico Fisichella, che aderisce al gruppo misto.
- In data 02.02.1996 aderisce al gruppo Domenico Fisichella, proveniente dal gruppo misto.

#### Partito della Rifondazione Comunista - Progressisti
- In data 21.05.1995 lascia il gruppo Angelo Antonio Rossi, che aderisce al gruppo misto.
- In data 23.05.1995 lascia il gruppo Umberto Carpi, che aderisce ai Progressisti - Federativo.
- In data 15.06.1995 lasciano il gruppo Domenico Gallo e Rino Serri, che aderiscono al gruppo misto.

#### Centro Cristiano Democratico
- In data 21.12.1994 aderiscono al gruppo Gilberto Cormegna e Maria Grazia Siliquini, provenienti dalla Lega Nord.

#### Lega Italiana Federalista
- In data 23.01.1995 si costituisce a seguito dell'adesione di Remo Andreoli, Costantino Armani, Giovanni Binaghi, Sergio Cappelli, Biagio Antonio Dell'Uomo, Renato Ellero, Giorgio Gandini, Andrea Guglieri, Mario Masiero e Mario Rosso, provenienti dalla Lega Nord.
- In data 21.02.1995 aderisce al gruppo Emilio Podestà, proveniente dalla Lega Nord.
- In data 16.05.1995 lascia il gruppo Remo Andreoli, che aderisce al gruppo misto.
- In data 20.09.1995 lasciano il gruppo Giovanni Binaghi e Mario Masiero, che aderiscono al gruppo misto.
- In data 20.09.1995 aderisce al gruppo Marcello Staglieno, proveniente dal gruppo misto.
- In data 20.09.1995 aderisce al gruppo Giuseppe Mininni-Jannuzzi, proveniente da Alleanza Nazionale.

#### Partito Popolare Italiano
- In data 25.07.1994 lascia il gruppo Luigi Grillo, che aderisce a Forza Italia.
- In data 12.01.1995 aderisce al gruppo Gianfranco Petricca, proveniente da Forza Italia.
- In data 04.07.1995 lasciano il gruppo Carlo Ballesi, Giuseppe Camo, Rosario Giorgio Costa, Stefano Cusumano, Aldo Degaudenz, Teresio Delfino, Gian Guido Folloni, Pietro Perlingieri, Carlo Secchi, Pietro Tamponi e Tomaso Zanoletti, che costituiscono il gruppo Scudo Crociato.

#### Scudo Crociato
- In data 04.07.1995 si costituisce a seguito dell'adesione di Carlo Ballesi, Giuseppe Camo, Rosario Giorgio Costa, Stefano Cusumano, Aldo Degaudenz, Teresio Delfino, Gian Guido Folloni, Pietro Perlingieri, Carlo Secchi, Pietro Tamponi e Tomaso Zanoletti, provenienti dal Partito Popolare Italiano.
- In data 29.02.1996 aderisce al gruppo Giovanna Briccarello, proveniente dal gruppo misto.

#### Sinistra Democratica
- In data 30.05.1994 si costituisce a seguito dell'adesione di Norberto Bobbio, Franco Debenedetti, Pietro Giurickovic, Libero Gualtieri, Stefano Passigli, Giancarlo Tapparo, Leo Valiani e Bruno Visentini, provenienti dal gruppo misto; Aldo Corasaniti e Ludovico Corrao, provenienti dai Progressisti - Federativo.

#### Progressisti - Verdi - La Rete
- In data 13.12.1995 lascia il gruppo Carmine Mancuso, che aderisce a Forza Italia.
- In data 07.03.1996 lasciano il gruppo Anna Maria Abramonte, Giovanni Campo, Pietro Cangelosi, Francesco De Notaris e Bruno Di Maio, che aderiscono al gruppo misto.

#### Gruppo misto

##### Non iscritti ad alcuna componente
- In data 16.05.1994 aderisce al gruppo Gianfranco Miglio, proveniente dalla Lega Nord.
- In data 30.05.1994 lasciano il gruppo Norberto Bobbio, Franco Debenedetti, Pietro Giurickovic, Libero Gualtieri, Stefano Passigli, Giancarlo Tapparo, Leo Valiani e Bruno Visentini, che aderiscono al gruppo Sinistra Democratica.
- In data 19.10.1994 aderisce al gruppo Bruno Matteja, proveniente dalla Lega Nord.
- In data 09.01.1995 aderisce al gruppo Marcello Staglieno, proveniente dalla Lega Nord.
- In data 10.01.1995 aderisce al gruppo Giovanna Briccarello, proveniente dalla Lega Nord.
- In data 21.05.1995 aderisce al gruppo Angelo Antonio Rossi, proveniente da Rifondazione Comunista - Progressisti.
- In data 16.05.1995 aderisce al gruppo Remo Andreoli, proveniente dalla Lega Italiana Federalista.
- In data 15.06.1995 aderiscono al gruppo Domenico Gallo e Rino Serri, provenienti dal Rifondazione Comunista - Progressisti.
- In data 20.09.1995 aderiscono al gruppo Giovanni Binaghi e Mario Masiero, provenienti dalla Lega Italiana Federalista.
- In data 20.09.1995 lascia il gruppo Marcello Staglieno, che aderisce alla Lega Italiana Federalista.
- In data 29.02.1996 lascia il gruppo Giovanna Briccarello, che aderisce ai Cristiani Democratici Uniti.
- In data 07.03.1996 aderiscono al gruppo Anna Maria Abramonte, Giovanni Campo, Pietro Cangelosi, Francesco De Notaris e Bruno Di Maio, provenienti da Progressisti - Verdi - La Rete.
- In data 11.03.1996 aderisce al gruppo Luigi Roveda, proveniente dalla Lega Nord.
- In data 12.03.1996 aderisce al gruppo Renato Bastianetto, proveniente dalla Lega Nord.
- In data 14.03.1996 aderisce al gruppo Enrico Serra, proveniente dalla Lega Nord.
- In data 20.03.1996 aderisce al gruppo Saverio Di Bella, proveniente da Progressisti - Federativo.

## Organizzazione interna ai gruppi
| Gruppo                       | Presidente                                                                              | Vicepresidenti | Segretari                                                                                    | Altre cariche                                     |
| ---------------------------- | --------------------------------------------------------------------------------------- | --- | -------------------------------------------------------------------------------------------- | ------------------------------------------------- |
| Progressisti                 | - Cesare Salvi                                                                          | - Silvia Barbieri - Filippo Cavazzuti - Guido Cesare De Guidi - Luciano Guerzoni - Carlo Smuraglia                                                                               | - Anna Maria Bucciarelli - Giovanni Lorenzo Forcieri                                         | –                                                 |
| Lega Nord                    | - Francesco Enrico Speroni (fino al 10.05.1994) - Francesco Tabladini (dall'11.05.1994) | - Costantino Armani (fino al 23.01.1995) - Luigi Roveda (fino all'11.03.1996) - Mario Rosso (fino al 23.01.1995) - Silvestro Terzi                                               | - Giovanna Briccarello (fino al 10.01.1995) - Gianpaolo Paini                                | –                                                 |
| Alleanza Nazionale           | - Giulio Maceratini                                                                     | - Vito Cusimano - Ferdinando Signorelli - Marisa Moltisanti | - Lodovico Pace (dal 03.01.1996)                                                             | Segretario amministrativo: - Francesco Bevilacqua |
| Forza Italia                 | - Cesare Previti (fino al 14.06.1994) - Enrico La Loggia (dal 14.06.1994)               | - Sergio Stanzani (dal 14.06.1994) - Giulio Mario Terracini (dal 14.06.1994) - Enrico La Loggia (fino al 14.06.1994) Vicepresidente vicario: - Livio Caputo (fino al 14.06.1994) | - Maria Elisabetta Alberti Casellati (fino al 14.06.1994) - Luciano Garatti (dal 14.06.1994) | Tesoriere: - Giovanni Zaccagna (dal 14.06.1994)   |
| Partito Popolare Italiano    | - Nicola Mancino                                                                        | - Michele Lauria (dal 6.10.1995) - Diego Carpenedo (dal 6.10.1995) - Gian Guido Folloni (fino al 4.07.1995)                                                                      | - Michele Lauria (fino al 6.10.1995) - Romano Baccarini (dal 6.10.1995)                      | –                                                 |
| Rifondazione Comunista       | - Ersilia Salvato                                                                       | - Fausto Marchetti - Leonardo Caponi | - Angelo Dionisi - Piergiorgio Bergonzi                                                      | –                                                 |
| Verdi - La Rete              | - Edo Ronchi                                                                            | - Bruno Di Maio (fino al 7.03.1996) | - Carla Rocchi                                                                               | –                                                 |
| Centro Cristiano Democratico | - Massimo Palombi                                                                       | - Vincenzo La Russa | - Claudio Bonansea - Roberto Napoli                                                          | –                                                 |
| Partito Socialista Italiano  | - Michele Sellitti                                                                      | - Carlo Gubbini | - Gianni Fardin                                                                              | –                                                 |
| Sinistra Democratica         | - Libero Gualtieri                                                                      | - Stefano Passigli (dal 5.07.1995) | - Giancarlo Tapparo                                                                          | –                                                 |
| Lega Italiana Federalista    | - Mario Rosso                                                                           | - Biagio Antonio Dell'Uomo - Giovanni Binaghi (fino al 20.09.1995) Vicepresidente vicario: - Emilio Podestà (dal 10.10.1995)                                                     | - Remo Andreoli (fino al 16.05.1995)                                                         | Tesoriere: - Andrea Guglieri                      |
| Scudo Crociato               | - Gian Guido Folloni                                                                    | - Pietro Perlingieri - Tomaso Zanoletti | - Rosario Giorgio Costa                                                                      | –                                                 |
| Misto                        | - Roland Riz                                                                            | - Libero Gualtieri (fino al 30.05.1994) - Cesare Dujany | - Elidio De Paoli                                                                            | –                                                 |

### Comitati direttivi
I comitati direttivi furono costituiti dai gruppi Progressisti, Alleanza Nazionale e Partito Popolare Italiano.
Progressisti
- Aureliana Alberici
- Diodato Bratina
- Massimo Brutti
- Pierpaolo Casadei Monti
- Carmine Garofalo (fino al 23.02.1995)
- Gian Giacomo Migone
- Maria Grazia Pagano
- Gianfranco Pasquino
- Enrico Pelella
- Giovanni Pellegrino
- Claudio Petruccioli
- Concetto Scivoletto

Alleanza Nazionale
- Antonio Battaglia
- Umberto Becchelli
- Euprepio Curto
- Riccardo De Corato
- Riccardo Pedrizzi

Partito Popolare Italiano
- Romano Baccarini (fino al 6.10.1995)
- Diego Carpenedo (fino al 6.10.1995)
- Vittorio Cecchi Gori (fino al 6.10.1995)
- Rosario Giorgio Costa (fino al 4.07.1995)
- Aldo Gregorelli
- Pietro Perlingieri (fino al 4.07.1995)
- Tino Bedin (dal 6.10.1995)
- Nicola Salvatore Borgia (dal 6.10.1995)
- Gianfranco Petricca (dal 6.10.1995)